# Cuigy-en-Bray
Cuigy-en-Bray – miejscowość i gmina we Francji, w regionie Hauts-de-France, w departamencie Oise.
Według danych na rok 1990 gminę zamieszkiwało 708 osób, a gęstość zaludnienia wynosiła 72 osoby/km² (wśród 2293 gmin Pikardii Cuigy-en-Bray plasuje się na 404. miejscu pod względem liczby ludności, natomiast pod względem powierzchni na miejscu 467.).